# ۶۳۴ (خورشیدی)
۶۳۴ ششصد و سی و چهارمین سال هجری خورشیدی است.

## درگذشتگان
- آذر - علاالدین محمد، فرمانروای اسماعیلی